# Fatma Omar
Fatma Omar (in arabo فاطمة عمر‎?; Il Cairo, 17 novembre 1973) è una sollevatrice egiziana.
È una potenza dominante nel suo sport avendo vinto l'oro nella sua specialità in quattro diverse Paralimpiadi estive e altre quattro medaglie d'oro ai Campionati mondiali di powerlifting.

## Biografia
Fatma Omar, all'età di un anno, ha contratto la poliomielite che le ha causato danni alla colonna vertebrale. Ha due figlie.

## Carriera
Omar rappresentò per la prima volta il suo paese ai Campionati mondiali di powerlifting IPC del 1998, tenutisi a Dubai. Partecipò a una delle categorie di peso più basse, i 44 kg, vincendo la medaglia d'oro. Dopo questo successo fu selezionata per competere alle Paralimpiadi estive del 2000 di Sydney, in Australia. Gareggiò nella categoria di peso dei 44 kg vincendo la medaglia d'oro con un sollevamento di 109 kg e battendo la nigeriana Lucy Ejike. Quattro anni più tardi alle Paralimpiadi estive del 2004 di Atene Omar passò alla categoria dei 56 kg dove surclassò tutte con un sollevamento di 127,5 kg.
Alle Paralimpiadi estive del 2008 di Pechino, Omar gareggiò nuovamente nella categoria dei 56 kg. Batté il record mondiale con un sollevamento vincente di 141,5 kg.
Dopo la vittoria a Pechino, la nigeriana Lucy Ejike dichiarò che sarebbe passata alla categoria di peso di Omar per poterla sfidare. Ciò ha portato, durante le Paralimpiadi estive del 2012 di Londra, ad uno scontro tra le due atlete. Inizialmente Ejike ha preso il comando nel primo round con un sollevamento di 135 kg, ma non riuscì a migliorare questo tentativo, mentre Omar Omar riuscì a superare anche il suo record di Pechino con un sollevamento finale di 142 kg, conquistando la sua quarta medaglia d'oro.
Quattro anni dopo, Ejike e Omar si incontrarono per la terza volta alle Paralimpiadi estive del 2016 di Rio de Janeiro. Dopo Londra, il Comitato Paralimpico Internazionale cambiò le categorie di peso del powerlifting sia per gli uomini che per le donne e le due si ritrovarono a gareggiare nella categoria 61 kg femminile. L'anno precedente, la messicana Amalia Perez aveva stabilito un record mondiale nei 61 kg con un sollevamento di 133 kg. Durante lo svolgimento delle gare durante la competizione Ejike superò il record nella categoria con il suo primo sollevamento di 135 kg. Omar fallì il suo primo sollevamento a 133 kg, riuscendo però al suo secondo tentativo, ma fu superata dalla Ejike che riuscì ad alzare 138 kg. Omar provò a battere la rivale con il terzo tentativo, riuscendo a sollevare 140 kg, ma anche questa volta fu passata dalla nigeriana che riuscì a sollevare 142 kg. Per la prima volta nella sua carriera Paralimpica, Omar si dovette accontentare della medaglia d'argento.
Ha vinto la medaglia di bronzo nella sua categoria ai Campionati mondiali di para powerlifting del 2021 svoltisi a Tbilisi, in Georgia.

## Palmarès
| Anno | Manifestazione                 | Sede           | Evento          | Risultato | Note |
| ---- | ------------------------------ | -------------- | --------------- | --------- | ---- |
| 2000 | XI Giochi paralimpici estivi   | Sydney         | Categoria 44 kg | Oro       |      |
| 2004 | XII Giochi paralimpici estivi  | Atene          | Categoria 56 kg | Oro       |      |
| 2008 | XIII Giochi paralimpici estivi | Pechino        | Categoria 56 kg | Oro       |      |
| 2012 | XIV Giochi paralimpici estivi  | Londra         | Categoria 56 kg | Oro       |      |
| 2016 | XV Giochi paralimpici estivi   | Rio de Janeiro | Categoria 61 kg | Argento   |      |

### Mondiali
| Anno | Manifestazione                      | Sede         | Evento          | Risultato | Note |
| ---- | ----------------------------------- | ------------ | --------------- | --------- | ---- |
| 1998 | Campionato mondiale di powerlifting | Dubai        | Categoria 44 kg | Oro       |      |
| 2002 | Campionato mondiale di powerlifting | Kuala Lumpur | Categoria 44 kg | Oro       |      |
| 2006 | Campionato mondiale di powerlifting | Busan        | Categoria 56 kg | Oro       |      |
| 2014 | Campionato mondiale di powerlifting | Dubai        | Categoria 61 kg | Oro       |      |
| 2021 | Campionato mondiale di powerlifting | Tiblisi      | Categoria 67 kg | Bronzo    |      |